# Bibulești, Gorj
Bibulești este un sat în comuna Dănciulești din județul Gorj, Oltenia, România. Situat pe valea pârâului Plosca, ca de altfel întreaga comună, satul nu s-a bucurat de rezerve de petrol, cu activități preponderent agricole, dar cu suprafețe fertile numai în luncile apelor.